# Sarah & Saleem - Là dove nulla è possibile
Sarah & Saleem - Là dove nulla è possibile (in arabo التقارير حول سارة وسليم‎?, al-Taqārīr ḥawla Sāra wa-Salīm, lett. "I rapporti su Sara e Salim") è un film del 2018 diretto da Muayyid Alayan.
La pellicola è ispirata a una storia vera.

## Trama
Gerusalemme: la convivenza tra ebrei e palestinesi nella loro quotidianità è molto difficile. In questo contesto sociale complicato, un affaire totalmente privato - la relazione illecita tra una donna israeliana e un uomo palestinese - assume le dimensioni di un vero e proprio caso politico.

## Accoglienza
Sarah & Saleem dopo essere stato presentato e premiato in moltissimi festival ha ricevuto anche il Premio del Pubblico Huber Bals e il Premio Speciale della Giuria al Festival di Rotterdam.